# La Cluse-et-Mijoux
La Cluse-et-Mijoux là một xã trong vùng hành chính Franche-Comté, thuộc tỉnh Doubs, quận Pontarlier, tổng Pontarlier. Tọa độ địa lý của xã là 46° 52' vĩ độ bắc, 06° 22' kinh độ đông. La Cluse-et-Mijoux nằm trên độ cao trung bình là 860 mét trên mực nước biển, có điểm thấp nhất là 837 mét và điểm cao nhất là 1199 mét. Xã có diện tích 22.50 km², dân số vào thời điểm 1999 là 1122 người; mật độ dân số là 50 người/km².

## Thông tin nhân khẩu
| 1962 | 1968 | 1975 | 1982 | 1990  | 1999  |
| ---- | ---- | ---- | ---- | ----- | ----- |
| 868  | 877  | 902  | 911  | 1.067 | 1.122 |

## Địa điểm tham quan
Lâu đài Joux (Château de Joux) là một thắng cảnh quan trọng của Franche-Comté. Nhà thờ giáo khu Saint-Pierre được xây dựng năm 1698 và mở rộng năm 1734.